# Eleição para o Senado federal pelo Utah em 2012
A eleição para o senado do estado americano de Utah foi realizada em 6 de novembro de 2012 em simultâneo com as eleições para a câmara dos representantes, para o senado, para alguns governos estaduais e para o presidente da república. O senador republicano Orrin Hatch foi reeleito para um sétimo mandato, após derrotar ex-senador estadual e executivo da IBM Scott Howell.

## Antecedentes
Em 2006 Orrin Hatch ganhou a reeleição com 62,5% dos votos, derrotando Pete Ashdown. Os ativistas do Tea Party têm como alvo a saída de Hatch do senado, junto com o ex-senador Bob Bennett, que acabou sendo derrotado por Mike Lee na eleição de 2010.

## Convenção republicana

### Convenção

#### Candidatos
Declarados
- Tim Aalders, o ex-empresário e atual apresentador de um talk show de rádio[4]
- Dale Ash, retired sales manager[4]
- Arlan Brunson, gerente de vendas aposentado
- David Chiu[5]
- Kevin Fisk, empresário[4]
- Jeremy Friedbaum, empresário e candidato na primária republicana ao senado em 2010[4]
- Orrin Hatch, atual senador[6]
- Christopher Herrod, representante estadual[7]
- William "Dub" Lawrence[5]
- Dan Liljenquist, ex-senador estadual[8]

Desistências
- Jason Chaffetz, representante dos Estados Unidos[9][10]
- Jon Huntsman, Jr., candidato à presidência em 2012, ex-embaixador dos Estados Unidos na China e Singapura, ex-governador do Utah[11]
- David Kirkham, co-fundador do Tea Party de Utah[12]
- Morgan Philpot, ex-representante e candidato a representante dos Estados Unidos pelo 2º distrito em 2010[13]
- Mark Shurtleff, procurador-geral do estado[14]

#### Campanha
Em 2006, Orrin Hatch foi reeleito para um sexto mandato. Em 2008 Chaffetz derrotou o representante republicano Chris Cannon nas primárias para o 3º distrito congressional de Utah. Em 2010, Mike Lee derrotou o senador Bob Bennett. Em março de 2011, o recém-eleito senador Mike Lee disse que ele não iria apoiar o senador Hatch na primária. Em maio de 2011, Chaffetz disse a vários políticos do Utah que ele pretendia se candidatar. Ele disse que iria tomar uma decisão oficial depois do Dia do Trabalho de 2011.
Em junho de 2011, o radialista conservador de talk show Mark Levin endossou Hatch. O comitê de ação política conservadora (PAC) e Clube para o Crescimento incentivaram Chaffetz a concorrer. Eles citaram o apoio da Hatch para o Programa de alívio de ativos problemáticos, Programa de seguro de saúde para as crianças, além de outros programas que estariam entre as razões pelas quais eles se opõem a candidatura de Hatch para a reeleição. Em uma entrevista para o Politico, Chaffetz afirmou: "Depois de 34 anos de mandato, eu acho que a maioria dos habitantes querem uma mudança. Eles querem lhe agradecer por seu serviço, mas é hora de seguir em frente. E, para mim, pessoalmente, eu acho que ele está no lado errado de uma série de questões importantes." O representante citou o voto de Hatch em favor da Lei de igualdade de oportunidades e da Reforma da saúde e equidade de acesso de 1993. No entanto, Chaffetz decidiu não concorrer.

#### Pesquisas
Em uma pesquisa da UtahPolicy.com em janeiro de 2012 com 1.291 eleitores do caucus republicano do Condado de Salt Lake, 42% votaram em Hatch, Liljenquist teve 23%, Herrod ficou com 5%, e 30% estavam indecisos. Em um 28 de janeiro de 2012, uma enquete do Condado de Box Elder com 194 eleitores durante o Jantar do dia de Lincoln, 42% votaram em Liljenquist, 41% em Hatch, e 17% em Herrod.

#### Resultados
| Convenção republicana 1º turno | Convenção republicana 1º turno | Convenção republicana 1º turno | Convenção republicana 1º turno | Convenção republicana 1º turno | Convenção republicana 1º turno |
| Partido                        | Partido                        | Candidato                      | Votos                          | %                              |                                |
| ------------------------------ | ------------------------------ | ------------------------------ | ------------------------------ | ------------------------------ | ------------------------------ |
|                                | Republicano                    | Orrin Hatch                    | 2.243                          | 57,25%                         |                                |
|                                | Republicano                    | Dan Liljenquist                | 1.108                          | 28,28%                         |                                |
|                                | Republicano                    | Chris Herrod                   | 451                            | 10,75%                         |                                |
|                                | Republicano                    | Tim Aalders                    | 78                             | 1,99%                          |                                |
|                                | Republicano                    | Dale Ash                       | 18                             | 0,46%                          |                                |
|                                | Republicano                    | David Chiu                     | 17                             | 0,43%                          |                                |
|                                | Republicano                    | Jeremy Friedbaum               | 15                             | 0,38%                          |                                |
|                                | Republicano                    | Loy Arlan Brunson              | 14                             | 0,36%                          |                                |
|                                | Republicano                    | Kevin Fisk                     | 3                              | 0,08%                          |                                |
|                                | Republicano                    | Dub Lawrence                   | 1                              | 0,03%                          |                                |
|                                | Total:                         | Total:                         | 3.918                          | 100.00%                        |                                |

| Convenção republicana 2º turno | Convenção republicana 2º turno | Convenção republicana 2º turno | Convenção republicana 2º turno | Convenção republicana 2º turno | Convenção republicana 2º turno |
| Partido                        | Partido                        | Candidato                      | Votos                          | %                              |                                |
| ------------------------------ | ------------------------------ | ------------------------------ | ------------------------------ | ------------------------------ | ------------------------------ |
|                                | Republicano                    | Orrin Hatch                    | 2.313                          | 59,19%                         |                                |
|                                | Republicano                    | Dan Liljenquist                | 1.595                          | 40,81%                         |                                |
|                                | Total:                         | Total:                         | 3.908                          | 100%                           |                                |

### Primária

#### Candidatos
- Orrin Hatch, atual senador
- Dan Liljenquist, ex-senador estadual

#### Campanha
Após a convenção, Hatch tinha 3 milhões de dólares a mais que Liljenquist.

#### Pesquisas
| Fonte da pesquisa             | Data(s)                | Entrevistados | Margem de erro | Orrin Hatch | Dan Liljenquist | Outros/ Indecididos |
| ----------------------------- | ---------------------- | ------------- | -------------- | ----------- | --------------- | ------------------- |
| Deseret News/KSL-TV           | 15-21 de junho de 2012 | 737           | ± 3,6%         | 60%         | 32%             | 8%                  |
| Utah Data Points/Key Research | 12-19 de junho de 2012 | 500           | ± 4,4%         | 56%         | 25%             | 18%                 |

#### Resultados
| Resultado da primária republicana | Resultado da primária republicana | Resultado da primária republicana | Resultado da primária republicana | Resultado da primária republicana | Resultado da primária republicana |
| Partido                           | Partido                           | Candidato                         | Votos                             | %                                 |                                   |
| --------------------------------- | --------------------------------- | --------------------------------- | --------------------------------- | --------------------------------- | --------------------------------- |
|                                   | Republicano                       | Orrin Hatch                       | 146.394                           | 66,52%                            |                                   |
|                                   | Republicano                       | Dan Liljenquist                   | 73.668                            | 33,47%                            |                                   |
|                                   | Total:                            | Total:                            | 220.062                           | 100%                              |                                   |

## Nomeação democrata

### Candidatos
Declarados
- Pete Ashdown, CEO da XMission e candidato ao senado em 2006[31]
- Scott Howell, ex-senador estadual e candidato ao senado em 2000[32]

### Resultados
Howell derrotou Ashdown con 63%-37% na convenção e não houve primária.
| Resultado da convenção democrata | Resultado da convenção democrata | Resultado da convenção democrata | Resultado da convenção democrata | Resultado da convenção democrata | Resultado da convenção democrata |
| Partido                          | Partido                          | Candidato                        | Votos                            | %                                |                                  |
| -------------------------------- | -------------------------------- | -------------------------------- | -------------------------------- | -------------------------------- | -------------------------------- |
|                                  | Democrata                        | Scott Howell                     | -                                | 63%                              |                                  |
|                                  | Democrata                        | Pete Ashdown                     | -                                | 37%                              |                                  |
|                                  | Total:                           | Total:                           |                                  | 100%                             |                                  |

## Eleição geral

### Candidatos
- Orrin Hatch (R), atual senador
- Scott Howell (D), ex-senador estadual e candidato ao senado em 2000
- Shaun McCausland (C)[34]
- Daniel Geery (J)[34]
- Bill Barron (Ind.)[34]

### Arrecadação
| Candidato (partido)               | Receitas   | Desembolsos | Dinheiro em caixa | Débito   |
| --------------------------------- | ---------- | ----------- | ----------------- | -------- |
| Scott Howell (D)                  | $119,685   | $72,709     | $46,975           | $0       |
| Orrin Hatch (R)                   | $7,762,831 | $7,949,295  | $2,322,719        | $515,845 |
| William Barron (I)                | $12,778    | $6,502      | $6,274            | $0       |
| Fonte: Comissão Eleitoral Federal |            |             |                   |          |

#### Principais contribuidores
| Principais contribuidores        | Principais contribuidores | Principais contribuidores           | Principais contribuidores | Principais contribuidores   | Principais contribuidores |
| Scott Howell                     | Contribuição              | Orrin Hatch                         | Contribuição              | William Barron              | Contribuição              |
| -------------------------------- | ------------------------- | ----------------------------------- | ------------------------- | --------------------------- | ------------------------- |
| Altaview Orthodontics            | $5,000                    | OC Tanner Inc                       | $65,010                   | Peace River Citrus Products | $2,000                    |
| Sutter Health                    | $3,500                    | Cerberus Capital Management         | $65,000                   |                             |                           |
| Also                             | $2,500                    | Blue Cross & Blue Shield            | $47,000                   |                             |                           |
| American Health Care Association | $2,500                    | Marriott International              | $41,900                   |                             |                           |
| Intermountain Healthcare]        | $2,500                    | Cancer Treatment Centers of America | $40,000                   |                             |                           |
| Marriott International           | $2,500                    | ConocoPhillips                      | $37,000                   |                             |                           |
| Operating Engineers Union        | $2,500                    | Oaktree Capital Management          | $36,400                   |                             |                           |
| Peterson Auto Dealers            | $2,500                    | Warburg Pincus                      | $35,000                   |                             |                           |
| Shurtleff Construction           | $2,500                    | General Electric                    | $32,500                   |                             |                           |
| St. Marks Hospital               | $2,500                    | Blackstone Group                    | $31,250                   |                             |                           |

#### Contribuições por setor
| Principais contribuidores por setores e indústrias | Principais contribuidores por setores e indústrias | Principais contribuidores por setores e indústrias | Principais contribuidores por setores e indústrias | Principais contribuidores por setores e indústrias | Principais contribuidores por setores e indústrias |
| Scott Howell                                       | Contribuição                                       | Orrin Hatch                                        | Contribuição                                       | William Barron                                     | Contribuição                                       |
| -------------------------------------------------- | -------------------------------------------------- | -------------------------------------------------- | -------------------------------------------------- | -------------------------------------------------- | -------------------------------------------------- |
| Aposentados                                        | $16,000                                            | Financial Institutions                             | $755,721                                           | Agronegócio                                        | $2,000                                             |
| Profissionais da saúde                             | $12,000                                            | Farmacêuticos/Produtos de saúde                    | $679,684                                           | Educação                                           | $750                                               |
| Hospitais/Casas de enfermagem                      | $11,000                                            | Seguros                                            | $400,018                                           | Aposentados                                        | $300                                               |
| Advogados/Escritórios de advocacia                 | $9,800                                             | Advogados/Escritórios de advocacia                 | $394,384                                           |                                                    |                                                    |
| Empreiteiros gerais                                | $5,000                                             | Lobistas                                           | $390,990                                           |                                                    |                                                    |
| Funcionários Públicos                              | $3,000                                             | Líderes da PACs                                    | $380,000                                           |                                                    |                                                    |
| Indústria automotiva                               | $2,500                                             | Petróleo e Gás                                     | $339,300                                           |                                                    |                                                    |
| Hospedagem/Turismo                                 | $2,500                                             | Profissionais da saúde                             | $338,650                                           |                                                    |                                                    |
| Sindicatos de construção                           | $2,500                                             | Hospitais/Casas de enfermagem                      | $323,000                                           |                                                    |                                                    |
| Imóveis                                            | $2,500                                             | Serviços de saúde                                  | $304,349                                           |                                                    |                                                    |

### Pesquisas
| Fonte da pesquisa     | Data(s)                 | Entrevistados | Margem de erro | Orrin Hatch (R) | Scott Howell (D) | Outros/ Indecididos |
| --------------------- | ----------------------- | ------------- | -------------- | --------------- | ---------------- | ------------------- |
| Key Research          | 9-13 de outubro de 2012 | 500           | ± 4,4%         | 61%             | 22%              | 17%                 |
| Utah State University | 8-13 de outubro de 2012 | n/a           | ± 7,6%         | 67%             | 24%              | 9%                  |
| Deseret News/KSL-TV   | 15-21 de junho de 2012  | 1.228         | ± 2,8%         | 63%             | 29%              | 8%                  |

### Resultados
|  | Democrata   | Orrin Hatch  | 595.972 | 65,21% |
|  | Republicano | Scott Howell | 275.880 | 30,18% |
|  | Total:      | Total:       | 913.924 | 100%   |